# Tabanus gilanus
Tabanus gilanus är en tvåvingeart som beskrevs av Townsend 1897. Tabanus gilanus ingår i släktet Tabanus och familjen bromsar. Inga underarter finns listade i Catalogue of Life.